# پیش‌داوری
پیش‌داوری به پافشاریِ بدونِ دلیل و غیرِ قابلِ اثباتِ فلسفی یا تجربی گویند. ریشهٔ پیش‌داوری علاقه به یک عقیده یا شخصی است که باعث می‌شود که انسان به راحتی حرف بی‌دلیل یا بدون دلایل کافی را نه تنها بپذیرد، بلکه بر روی آن پافشاری هم داشته باشد. نقطهٔ مقابل پیش‌داوری قضاوت بی‌طرف و عادلانه است که در آن فهم و قضاوت افراد و کارها از روی حقیقت است.

## تعصب
تعصب از آنجا که یک معنای حسی دارد و مانند دیگر تعاریف معنایی کلمات دیگر از این دست بر پایهٔ احساسات و بازخوردهای آن پیکره‌بندی می‌گردد؛ پس با تغییر فرد، جامعه و به تبع آن فرهنگ، معنی و کاربرد آن تغییر خواهد کرد. پس به نظر می‌رسد که نتوان از آن به عنوان یک حکم قطعی استفادهٔ بنیادی کرد. به همین خاطر است که هیچ‌گاه به عنوان معنای کلیدی صرف صراحتاً در قانون استفاده نگردیده و اصل جهان‌شمولی بر پایهٔ آن تنظیم نشده و این تعریف برای تمامی معانی که بر پایهٔ احساسات بی‌اساس غیرقابل اثبات شکل گرفته صادق است.